# عباس عبدالله گروسی
عباس عبدالله گروسی متولد ۳۰ آبان‌ماه ۱۳۱۸ تهران و درگذشتهٔ ۱۱ مردادماه ۱۳۹۳ ونکوور کانادا، نویسنده، پژوهشگر، ایران‌شناس، مردم‌شناس و قوم‌شناس ایرانی بود.

## زندگی‌نامه
عباس گروسی متولد ۱۳۱۸ در تهران بود. وی فارغ‌التحصیل رشتهٔ کارشناسی زبان و ادبیات عرب از دانشگاه تهران و کارشناسی ارشد از مؤسسه آسیایی دانشگاه پهلوی بود و از سال ۱۳۴۹ به تحقیق و نگارش در حوزهٔ تاریخ، باستان‌شناسی، میراث فرهنگی، میراث کشاورزی، دام‌داری سنتی و آیین‌ها پرداخت. او در «مؤسسهٔ تحقیقات تعاون و امور روستا»، «خانه‌های فرهنگ روستایی وزارت کشاورزی»، «مؤسسهٔ پژوهش‌های دهقانی و روستایی ایران»، «مؤسسهٔ تحقیقات تعاون و امور روستا» و «مؤسسهٔ مطالعات هامون» وابسته به سازمان برنامه و بودجه، در حوزهٔ مطالعات و پژوهش، همکاری داشت. حاصل سفرهای تحقیقاتی او در ایران دو جلد کتاب و چندین مقاله و گزارش و مجموعه‌ای از یادداشت و چند هزار عکس است.

## تحقیقات
عباس گروسی در سال ۱۳۴۹ تا ۱۳۵۵ به عنوان پژوهشگر در «مؤسسهٔ تحقیقات تعاون و امور روستا» و خانه‌های فرهنگ روستایی وزارت کشاورزی مشغول به کار شد و با حسین ملک کار کرد. در اواخر پاییز ۱۳۵۵ به دعوت حسین ملک در موسسه‌ای تحقیقاتی به نام «مؤسسهٔ پژوهش‌های دهقانی و روستایی ایران» به مدیریت نادر افشار نادری دعوت شد. اولین کار پژوهشی او در «مؤسسهٔ پژوهشهای دهقانی و روستایی ایران» انجام مطالعه‌ای گسترده دربارهٔ عشایر و پژوهش در متون تاریخی عربی و فارسی بود. علت دعوت از او آشنایی کامل او به متون عربی و سفرنامه‌های عربی و فارسی و همچنین تجربهٔ او در زمینهٔ تحقیقات روستایی و جغرافیای تاریخی بود.
مجموعهٔ مطالعات عباس گروسی در «مؤسسهٔ پژوهشهای دهقانی و روستایی ایران» به شرح زیر است:
- مونوگرافی «انگور دیم در بوشهر» به اتفاق فرهاد ورهرام، ۱۳۵۶.

(در سال ۱۳۷۶ فیلم مستندی با عنوان «انگور دیم» با همکاری عباس گروسی و فرهاد ورهرام با فیلمبرداری عباس قربانیان ساخته شد)
- مونوگرافی جزیرهٔ هرمز، ۱۳۵۶.

(اعضای گروه تحقیقاتی؛ رضا کازرونی جواد زاهدانی مازندرانی، خانم نبی، خانم مشتاق عسگری و جمال سرمدی، عباس گروسی، فرهاد ورهرام و جهانگیر گیاهی بودند. در این گروه تحقیقاتی عباس گروسی بخش پژهش در تاریخ و جغرافیای تاریخی جزیرهٔ هرمز را به عهده داشت. این گزارش با عنوان «مطالعات اجتماعی و اقتصادی جزیرهٔ هرمز»، به علت اشاره به فقر و بیماری در این جزیره، فقط در تعداد محدودی در «مؤسسهٔ پژوهشهای دهقانی و روستایی ایران» به چاپ رسید)
- مونوگرافی بزمان، یکی از مناطق ایرانشهر، ۱۳۵۶.

(اعضای گروه تحقیقاتی؛ رضا کازرونی جواد زاهدانی مازندرانی، خانم نبی، خانم مشتاق عسگری و جمال سرمدی، عباس گروسی، فرهاد ورهرام و احمد هاشمی و علیرضا شایسته و جهانگیر گیاهی بودند. نتیجهٔ سفر تحت عنوان «مونوگرافی بزمان» و گزارشی از «الگوی سکونت در منطقهٔ بزمان» همراه با عکس‌هایی در «مؤسسه پژوهشهای دهقانی و روستایی ایران» به چاپ رسید)
پس از انقلاب و با تغییر و تحول در «مؤسسهٔ پژوهش‌های دهقانی و روستایی ایران» عباس گروسی به «مؤسسهٔ تحقیقات تعاون و امور روستا» بازگشت و پس از مدتی بازنشسته شد. از سال ۱۳۵۹ تا سال ۱۳۶۵ عباس گروسی با «مؤسسهٔ مطالعات هامون» که وابسته به سازمان برنامه و بودجه بود در مطالعات چند طرح جامع از جمله: مطالعات طرح جامع یزد، مطالعات طرح جامع جازموریان، مطالعات طرح جامع چهار محال و بختیاری همکاری داشت.

### سایر پژوهش‌ها از سال ۱۳۵۹
- تحقیق در فیلم مستند «کاریز رویشی از باران» به کارگردانی ابوالحسن داوودی و فیلمبرداری محمود بهادری و فرهاد ورهرام. تهیه‌کننده: شبکهٔ یک تلویزیون، ۱۳۵۹. (موضوع فیلم: آب و آبیاری در ایران است)
- تحقیق در فیلم مستند «دانه‌های روغنی» به عنوان محقق به اتفاق فرهاد ورهرام به کارگردانی سجادی و فیلمبرداری اصغر شهدوست. تهیه‌کننده: شبکه دو تلویزیون ایران، ۱۳۶۱ (موضوع فیلم: کشت دانه‌های روغنی در استان‌های گرگان، مازندران و گیلان است)
- تحقیق در فیلم مستند «هور دورق» (تالاب شادگان)، به اتفاق فرهاد ورهرام به کارگردانی حمید تمجیدی، تهیه‌کننده: شبکهٔ دو تلویزیون، ۱۳۶۲. (در این تحقیق بخش تاریخ و جغرافیای تاریخی و اقتصاد و کشاورزی و دام‌داری و بازار و مبادله در شادگان را عباس گروسی و بخش صید و صیادی و مونوگرافی یک روز صید توسط فرهاد ورهرام انجام گرفت. این فیلم در سال ۱۳۶۳ در جشنواره فیلم فجر جایزهٔ بهترین فیلم مستند را از آن خود کرد)
- پژوهش در فیلم مستند «سده سوزی» به اتفاق مسعود کرامتی. (جایزهٔ بهترین مردم نگاری در جشنواره فیلم‌های میراث فرهنگی یادگار به عباس عبدالله گروسی و مسعود کرامتی تعلق گرفت)
- پژوهش در فیلم مستند «غذاهای آیینی جندق» به اتفاق مریم حیدری به کارگردانی فخرالدین سیدی و فیلمبرداری منوچهر خطیبی. تهیه‌کننده: دگا فیلم، ۱۳۸۷.

## کتاب‌ها
- جغرافیای تاریخی ناحیهٔ بمپور بلوچستان. تهران: جهاد دانشگاهی، ۱۳۷۴. (کتاب برگزیدهٔ پژوهش‌های فرهنگی سال ۱۳۷۵)[۲]
- تاریخ آب و آبیاری استان کرمان. تهران: کمیتهٔ ملی آبیاری و زهکشی، ۱۳۸۲.[۳]

## مقالات
- «آتشکدهٔ بهرام». در: بررسی‌های تاریخی، ش ۶۶ (آذر و دی ۱۳۵۵).[۴]
- «گزارش سفر لارستان به اتفاق علی حصوری». در: پژوهشنامه بخش زبان‌شناسی مؤسسه آسیایی، ش ۲–۴ (تابستان تا زمستان، ۱۳۵۷).[۵]
- «انگور دیم، یک نوع کشت سنتی در روستاهای اطراف بوشهر». (با همکاری فرهاد ورهرام). در: ماهنامهٔ زیتون. ش ۱۳ (اردیبهشت ۱۳۶۱).
- ذیل مدخل «براهویی». (به اتفاق محمد سعید جانب اللهی). در: دائرةالمعارف بزرگ اسلامی. زیر نظر سید محمدکاظم موسوی بجنوردی. جلد ۱۱. تهران: مرکز دائرةالمعارف بزرگ اسلامی، ۱۳۶۷.[۶]
- «آئینهای زایش و رویش در جنوب کرمان». در: نشریهٔ دانشکدهٔ ادبیات و علوم انسانی (باهنر کرمان)، ش ۱ (بهار ۱۳۶۹).[۷]
- «فرهنگ یاریگری در ایران: معرفی کتاب مرتضی فرهادی». در: راه دانش، ش ۱ و ۲ (بهار و تابستان ۱۳۷۴).[۸]
- ذیل مدخل «پنج کوت». در: دانشنامه جهان اسلام. ج ۱. تهران: بنیاد دائرةالمعارف اسلامی، ۱۳۷۵.[۹]
- «سیر تحولات تاریخی شهر ساوه». در: مجموعه مقالات کنگرهٔ تاریخ معماری و شهرسازی ایران (ارگ بم). به کوشش باقر آیت‌الله‌زاده شیرازی. دورهٔ اول، جلد پنجم. تهران: سازمان میراث فرهنگی کشور ۱۳۷۶.
- «زندگی در پایاب‌ها». در: مجموعهٔ مقالات همایش بین‌المللی قنات یزد، جلد ۲، اردیبهشت ۱۳۷۹.
- «چشم‌اندازی به جشن‌ها و آیین‌های نوروزی در مناطق ایران». در: کتاب ماه هنر، ش ۲۹ و ۳۰ (بهمن و اسفند ۱۳۷۹).[۱۰]